# Acropteris caseata
Acropteris caseata es una especie de polilla del género Acropteris, familia Uraniidae.

## Taxonomía
Fue descrita científicamente por Guenée.